# Seča Reka
Seča Reka (em cirílico: Сеча Река) é uma vila da Sérvia localizada no município de Kosjerić, pertencente ao distrito de Zlatibor. A sua população era de 719 habitantes segundo o censo de 2011.

## Demografia
| 1948 | 1953 | 1961 | 1971 | 1981 | 1991 | 2002 | 2011 |
| ---- | ---- | ---- | ---- | ---- | ---- | ---- | ---- |
| 1484 | 1596 | 1518 | 1301 | 1217 | 1086 | 853  | 719  |